# Липниця (Радовлиця)
Липниця (словен. Lipnica) — поселення в общині Радовлиця, Горенський регіон, Словенія. Висота над рівнем моря: 423,1 м.